# Jozef Kosorín
Jozef Kosorín (21. března 1937 – ???) byl slovenský a československý politik a bezpartijní poslanec Sněmovny lidu Federálního shromáždění za normalizace.

## Biografie
K roku 1971 se profesně uvádí jako vedoucí technického rozvoje. Ve volbách roku 1971 tehdy zasedl do Sněmovny lidu (volební obvod č. 150 - Tlmače, Západoslovenský kraj). Ve Federálním shromáždění setrval do konce funkčního období, tedy do voleb v roce 1976.